# 務實外交
務實外交（英語：Pragmatic Diplomacy），又稱實質外交，中華民國（通稱「臺灣」）外交政策之一，最早起源於1988年李登輝總統時代，在陳水扁總統執政初期仍然繼續遵行。因為受到中華人民共和國「一個中國原則」影響，台灣在國際外交上遇到許多困難。務實外交的重點在於不計較國家名稱，不受限於意識型態，在國家名稱及交流形式上採取彈性立場，但重視實際交流內容，追求實際外交權益的作法。
務實外交延續蔣經國時代的彈性外交，但在政策上，不再堅持中華民國為唯一「正統中國」，對中華人民共和國代表出席採取默認，願意接受雙重承認，不再堅持中華民國擁有中國代表權，只代表台灣。在馬英九總統任內，推行類似的但本質大不相同政策，稱為「活路外交」。相較於務實外交，活路外交重視與中華人民共和國之間的雙邊互信與友善關係，避免可能侵犯一個中國的外交作為。故馬英九的活路外交又叫「外交休兵」。由於強調「一個中國就是中華民國」，主權互不承認的立場，排除兩岸和同一個國家維持正式外交關係的可能性，因此，其本質是認為兩岸關係是中國內戰延續，彼此是交戰團體但是停火關係，所以和李登輝薀含承認中華人民共和國的立場南轅北轍。

## 起源
中華民國政府在國府遷台後，在蔣中正總統時期，因為其較強硬地堅持中華民國為唯一一個中國的態度（漢賊不兩立），導致了中華民國與許多國家斷交，最終在1971年中華民國退出聯合國。蔣經國時代，也大體延續了蔣中正的外交政策，只是相對於來說較為靈活，稱為彈性外交。
在李登輝接任總統之後，採行了更為務實開放的外交政策，稱為務實外交。1989年，李登輝總統訪問新加坡。新加坡以「從台灣來的李總統」來稱呼李登輝總統，未冠上國號。3月9日，在返國記者會上，記者詢問李登輝的看法，李登輝總統回答：「本人雖不滿意，但是可以接受。」「在此種情況下，我們不需去計較名稱，而來做我們應該做的事情」。之後務實外交成為中華民國外交方針之一。

## 具體政策
務實外交政策其主要理念是默認國際上普遍承認中華人民共和國與其一個中國（中國只有一個，中華人民共和國是唯一合法代表，台灣是中國不可分割的部份）的現狀，不再堅持中華民國是中國的唯一合法政府，不堅持以正式國家名稱在國際中活動，只強調中華民國是一個獨立的主權國家。主要做法是在加強與邦交國間關係的同時，增進與非邦交國之間的各項實質性關係，並積極參與聯合國等國際組織。根據這個方針，中華民國以「台澎金馬關稅領域」名義申請加入關稅暨貿易總協定（GATT）及世界貿易組織（WTO），以中華台北之名加入亞太經濟合作會議。
1993年起，中華民國政府每年都會請邦交國在聯合國發言，支持中華民國重返聯合國，或台灣加入聯合國(2007年) 。在不取回中國代表權的前提下，中華民國願意與中華人民共和國並存於聯合國。這個政策直到2009年，馬英九推動活路外交之後停止。

## 相關評論
中華民國中央研究院歐美所研究員林正義認爲：「（對務實外交）中共（中華人民共和國）加以阻撓，美國不積極支持，卻受到台灣絕大多數國人的支持。」
中華人民共和國的國內媒體稱，務實外交是「走不通的」，並認為這是在「企圖製造『兩個中國』」、「分裂國土及阻撓祖國統一」。
中共黨媒人民網稱「以‘一中一台’为核心的‘务实外交’严重压缩了台湾自身的活动空间，不仅没有成为有利于自身发展的动力，反而成为台湾发展正常对外交往活动的障碍，既不‘务实’，也没有‘外交’。」

## 外部連結
- 中華民國外交部：我國外交政策—務實外交（页面存档备份，存于）（繁體中文）